# Jure Markičević
Jure Markičević, hrvatski bh. džudaš. Član JK Bosna iz Sarajeva. Bio je jugoslavenski reprezentativac i prvak Jugoslavije u pojedinačnoj konkurenciji. Prvi je državni prvak iz JK Bosne. Natjecao se na europskom prvenstvu na kojem je bio peti. Poslije je bio međunarodni sudac.